# Eremanthus
Eremanthus là một chi thực vật có hoa trong họ Cúc (Asteraceae).

## Loài
Chi Eremanthus gồm các loài: